# RML 12.5 Inch 38 Ton Gun
Die RML 12.5 inch 38 ton gun ist eine britische Kanone des viktorianischen Zeitalters, die als Schiffsgeschütz und bei der Küstenartillerie ab 1875 eingesetzt wurde. In der Bezeichnung der Kanone steht RML für Rifled, Muzzle Loading- deutsch gezogenes Rohr, Ladung durch die Rohrmündung, 12.5 inch für das Kaliber von 12,5 Zoll, also 317,5 mm, 38 ton für das Gewicht der Waffe ohne Lafette von 38 Tonnen, und gun für die Art der Waffe, hier Kanone.

## Geschichte
Die  ersten Hinterladergeschütze (RBL – Rifled Breech Loading) mit gezogenem Lauf wurden von Armstrong entwickelt und 1859 in der britischen Armee und der Royal Navy eingeführt. Diese Geschütze konnten im Einsatz jedoch nicht überzeugen. Daher gingen die britische Armee und die Royal Navy ab Mitte der 1860er Jahre wieder zu Vorderladern über. Der gezogene Lauf wurde jedoch beibehalten. Mit der Verbesserung der Panzerung von Kriegsschiffen ergab sich die Notwendigkeit, die Durchschlagsleistung der Geschütze zu erhöhen. Dies führte zur Entwicklung immer großkalibriger Geschütze.
Die Kanone wurde auf Grundlage der vorhandenen RML 12 inch 35 ton gun mit dem Ziel entwickelt, ein Geschütz annähernd gleichen Kalibers, aber einer größeren Rohrlänge zu schaffen. Eine Vergrößerung der Rohrlänge führt zu einer höheren Mündungsgeschwindigkeit des Geschosses und damit zu einer höheren Reichweite und größeren Durchschlagsleistung. Im Jahr 1874 hatten Versuche gezeigt, dass eine um 3 Fuß verlängerte und auf das Kaliber 12,5 inch aufgebohrte Version der RML 12 inch 35 ton gun verbesserte Eigenschaften aufwies. Weitere Versuche zeigten, dass ein Geschoss mit einem Gewicht von 800 Pfund mit einer Treibladung von 130 Pfund Schwarzpulver P2 ohne Probleme verschossen werden konnte.

## Konstruktion

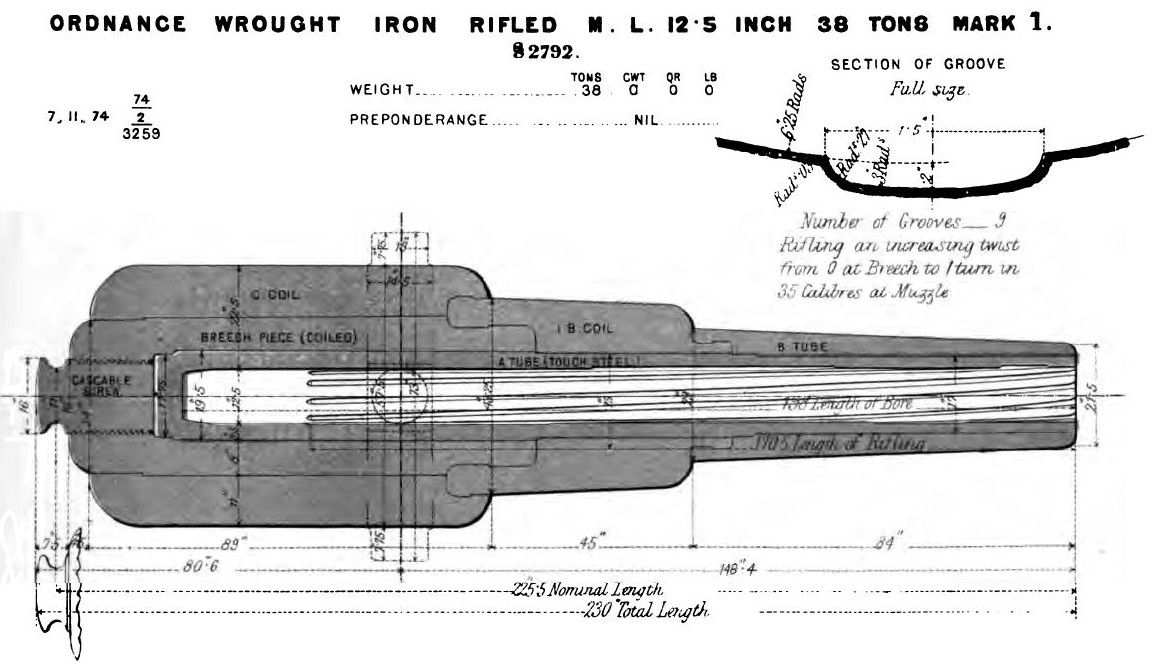
Aufbau des Rohres, Version Mk I

Die Kanone war ein Vorderlader. Zuerst wurde von vorn die Treibladung eingesetzt, danach auf gleiche Weise das Projektil.
Die Konstruktion glich derjenigen der RML 12 inch 35 ton gun. Das Rohr bestand aus kohlenstoffhaltigem, in Öl gehärtetem Stahl. Auf das Rohr wurde das Verschlussstück aus Schmiedeeisen aufgeschrumpft. Auf diese gesamte Konstruktion wurden wiederum mehrere Ringe aus Schmiedeeisen aufgeschrumpft. Die Konstruktion wurde im Jahr 1875 abgeschlossen.
Das Rohr wies insgesamt neun „Woolwich“ pattern genannte Züge auf. Diese Züge waren relativ flach, breit und besaßen abgerundete Kanten. Diese Konstruktion erleichterte das Einsetzen der Treibladung und des Geschosses von vorn.  Die Dralllänge betrug 35 Kaliber (437,5 inch).
Die verwendeten Granaten waren mit warzenförmigen Erhöhungen versehen, die in den Zügen des Rohres glitten und so ein Einsetzen des Geschosses von vorn ermöglichten.
Die Version Mark II besaß eine größere Pulverkammer, was die Verwendung stärkerer Treibladungen ermöglicht. Mündungsgeschwindigkeit und Reichweite waren geringfügig höher als bei der Version Mark I.
Das Geschütz war der letzte großkalibrige britische Vorderlader vor dem erneuten Übergang zu Hinterladern (BL – breech loading) in den achtziger Jahren des 19. Jahrhunderts.

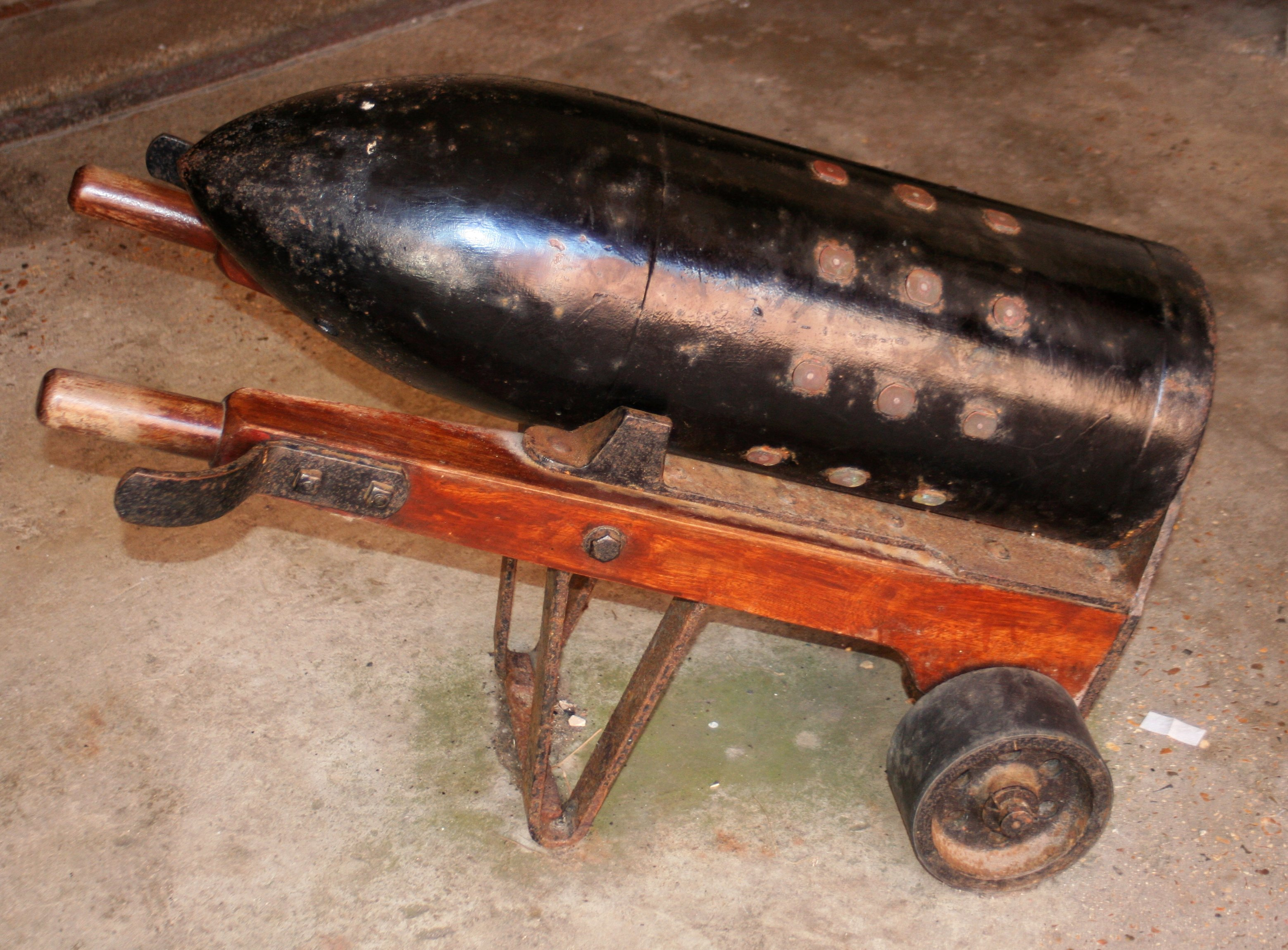
Granate, beachte die warzenförmigen Erhöhungen (Hurst Castle)
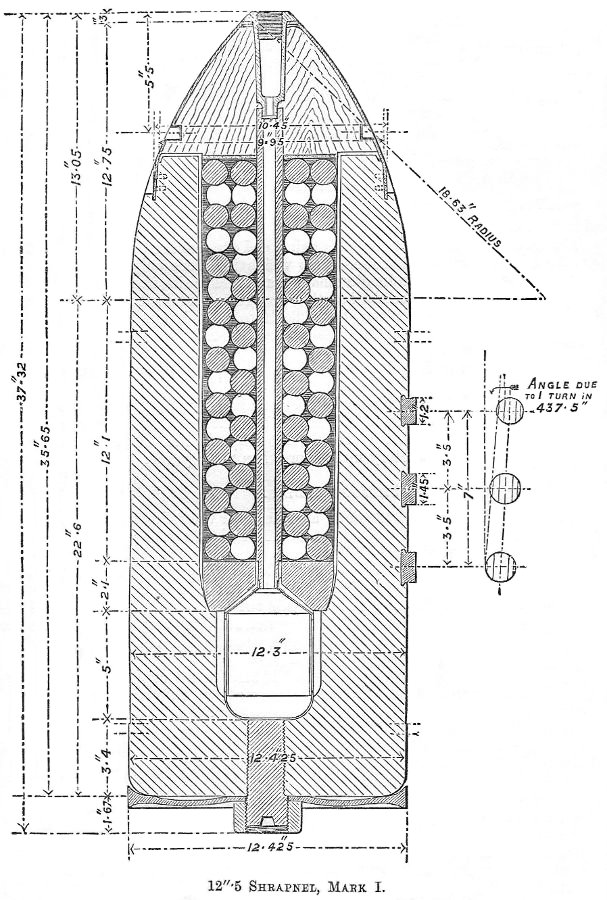
Schrapnell (Mk I)

## Schiffsgeschütz
Kanonen dieses Typs wurden auf folgenden Schiffen verwendet:
- HMS Dreadnought
- HMS Agamemnon und HMS Ajax (Ajax-Klasse)
- HMS Thunderer (Devastation-Klasse)

## Küstenartillerie
Kanonen dieses Typs fanden in verschiedenen Küstenbefestigungen des Vereinigten Königreichs und seiner Kolonien Verwendung, so beispielsweise in Hurst Castle am Ufer des Solent, Fort Nelson (Portsmouth) oder in Fort Delimara auf Malta.